# Ricardo Delgado Nogales
Ricardo Delgado Nogales   (Ciutat de Mèxic, 13 de juliol de 1947) és un boxejador mexicà, ja retirat, guanyador d'una medalla olímpica.
El 1968 va prendre part en els Jocs Olímpics d'Estiu de Ciutat de Mèxic, on va guanyar la medalla d'or en la categoria del pes mosca del programa de boxa. En semifinals guanyà al brasiler Servílio de Oliveira i en la final al polonès Artur Olech. Com a boxejador amateur també va guanyar una medalla de plata en els Jocs Panamericans de 1967.
En acabar els Jocs passà al professionalisme. Després de mantenir-se invicte en els seus primers deu combats, va perdre per decisió contra Davey Vasquez el 1971. La carrera va empitjorar després de la derrota i es va retirar quatre anys més tard amb un balanç de 14 victòries, 12 derrotes i 5 combats declarats nuls.